# Atopsyche davisorum
Atopsyche davisorum är en nattsländeart som beskrevs av Oliver S. Flint Jr. 1974. Atopsyche davisorum ingår i släktet Atopsyche och familjen Hydrobiosidae. Inga underarter finns listade i Catalogue of Life.